# Бојана Стојановић Пантовић
Бојана Стојановић Пантовић (Београд, 30. март 1960) српска је књижевна историчарка и компаратисткиња, критичарка и песникиња. Бави се преводилачким, приређивачким и уредничким радом.

## Биографија
Пету београдску гимназију завршила је у Београду 1978, а групу за јужнословенске књижевности са теоријом књижевности 1983. године на Филолошком факултету у Београду. Магистрирала је 1985. године, а докторирала 1992. на истом факултету са темом о краткој експресионистичкој прози у словеначкој и јужнословенским књижевностима. Њене научне области интересовања су модерна српска и словеначка књижевност у европском контексту, експресионизам и авангарда, кратке прозне врсте (песма у прози), критика поезије, родне студије. Била је на специјализацији на Филозофском факултету у Љубљани (1984) и DAAD стипендиста на Институту за општу и упоредну науку о књижевности у Минхену (Institut für Allgemeine und Vergleichende Literaturwissenschaft, 1990/1991).
Од 1985. године запослена је најпре у Институту за југословенске књижевности Филозофског факултета у Новом Саду најпре као асистент, а од 1993. и као доцент на Одсеку за српску и компаративну књижевност истог факултета (за ванредног професора изабрана 1999. године). Од 2000. године ради на Одсеку за компаративну књижевност истог факултета, од 2004. у звању редовног професора. Хонорарно је предавала на Одсеку за српску и јужнословенске књижевности Филолошког факултета у Београду од 1995. до 2001. године, била стални сарадник листа Политика за савремену српску поезију (1998 –2008). Од 2007. године повремено пише за амерички часопис World Literature Today (University of Oclahoma). Као професор држала је предавања на универзитетима у Љубљани, Халеу, Берлину, Хамбургу и Вроцлаву. Била је чланица Комисије за научна звања при Министарству за просвету и науку Републике Србије (2010 – 2014), председница Стручног већа хуманистичких наука и уметности Универзитета у Новом Саду (2012 – 2015) и чланица Сената УНС. Такође је радила у Комисији за акредитацију и проверу квалитета високог школства КАПК (2013 – 2015) за Друштвено-хуманистичко поље. Била је и дугогодишња заменица шефа Одсека за компаративну књижевност (2005 – 2012), од 2013. и његова управница.
Њени научни радови, критика и поезија превођени су на енглески, француски, немачки, шпански, словеначки, грчки, македонски и пољски језик. Приредила је двадесетак издања српских и словеначких песника и писаца 20. века и савремене књижевности.
Објавила је преко 400 научних радова у свим научним категоријама.

## Дела

### Монографије
- Poetika Mirana Jarca (Dolenjski muzej, Novo Mesto, 1987);  22937089
- Линија додира (Дечје новине, Горњи Милановац, 1995),  4311095
- Наслеђе суматраизма (Рад, Београд, 1998),  162646023
- Српски експресионизам (Матица српска, Нови Сад, 1998),  137043719
- Критичка писма (Рад, Београд, 2002),  183317511
- Morfologija ekspresionističke proze (Artist, Beograd, 2003) , 104417804
- Раскршћа метафоре, (Народна библиотека "Стефан Првовенчани", Краљево, 2004),  113776396
- Побуна против средишта, (Мали немо, Панчево, 2006),  133099788
- Оштар угао, (Агора, Зрењанин, 2008),  230329095
- Распони модернизма (Академска књига, Нови Сад, 2011),  262737927
- Прегледни речник компаратистичке терминологије у књижевности и култури (са М. Радовићем и В. Гвозденом), (АК, Нови Сад, 2011),  266596871
- Песма у прози или прозаида, (Службени гласник, Београд, 2012) 192311820

### Збирке поезије и лирске прозе
- Бескрајна (Београд, 2005),  125914636
- Заручници ватре (песме у прози, Повеља, Краљево, 2008), 147729164
- Исијавање (Смедерево, 2009),  167938060
- Лекције о смрти (Повеља, Краљево, 2013),  196118028

### Антологије
- Nebolomstvo - panorama srpske poezije kraja XX veka, HDP i Durieux, Zagreb, 2006,  460119098
- Српске прозаиде (антологија песама у прози, Нолит, Београд, 2001), 172886535

### Преводи
- Алеш Дебељак: Skice za povratak, изабране песме (са Миланом Ђорђевићем), (Beograd – Banja Luka, 2002),  117221632
- Марко Јуван: Intertekstualnost, теоријска студија (Akademska knjiga, Novi Sad, 2013), 276578055

## Награде
- Награда „Милан Богдановић”, за критички текст о књизи Тутин и још 50 песама Живорада Недељковића, 2000.
- Награда „Исидоријана”, за књигу Српски експресионизам, 2001.
- Награда „Гордана Тодоровић”, за целокупно књижевно дело, 2005.
- Златна значка КПЗ Србије, за изузетан допринос култури, 2006.
- Награда „Хаџи Драган”, за циклус песама „Инвазија воде”, 2011.[1]стр. 254.
- Награда „Васко Попа”, за књигу песама У обручу, 2018.
- Награда „Ђура Јакшић”, за књигу песама У обручу, 2018.
- Награда „Кондир Косовке девојке”, 2020.[2]
- Награда „Чедомир Мирковић”, 2021.